# Bruno Formiga
Bruno Enderson Nogueira da Silva, mais conhecido como Bruno Formiga (Fortaleza, 19 de setembro de 1982), é um jornalista brasileiro. Tornou-se notório por ser comentarista esportivo do Esporte Interativo e da TNT Sports (Brasil). Bruno também ocupa sua função como youtuber.
Em agosto de 2025, deixa o TNT Sports Brasil e fecha contrato com o Grupo Globo para fazer parte de um futuro projeto chamado GE TV, onde serão feita transmissões esportivas pelo YouTube.

## Carreira
Jornalista formado pela Universidade de Fortaleza em 2006, Bruno Formiga já trabalhou no jornal O Povo e como comentarista nas TVs O Povo/Cultura e Cidade/Record. Antes de chegar ao Esporte Interativo, em 2013, teve passagens pela Rádio Transamerica, Ceará Rádio Clube e revista Placar.
Uma curiosidade a seu respeito é que ele é atleta federado pela Confederação Brasileira de Futebol (CBF), tendo inclusive um registro no Boletim Informativo Diário (BID), número este que ele tem tatuado na batata da perna. Teve a oportunidade de passar 45 dias como jogador do Sport Club Maguary, na 3ª divisão cearense, em 2012.
Em agosto de 2025, Bruno deixou a TNT Sports, após 13 anos trabalhando na emissora. 
Ele foi contratado pelo Grupo Globo para fazer parte do GE TV, novo projeto esportivo do grupo que será lançado no YouTube, competindo diretamente com a CazéTV. Lá, ele fará companhia a Jorge Iggor, histórico parceiro dos tempos de TNT.

## Prêmios e Indicações
| Ano  | Prêmio              | Indicação              | Resultado | Ref.   |
| ---- | ------------------- | ---------------------- | --------- | ------ |
| 2021 | Prêmio Comunique-Se | Esportes: Mídia Falada | Finalista | [ 14 ] |